# La casa de los Krull
La casa de los Krull (en francés: Chez Krull) es una novela del escritor belga Georges Simenon. Fue terminada el 27 de julio de 1938 en La Rochelle  y publicada en febrero del año siguiente por Éditions Gallimard. 
Los Krull son una familia de ascendencia alemana que se estableció en el norte de Francia hace muchos años, pero nunca fueron realmente aceptados en la comunidad allí. El primo Hans, que viene de Alemania, no sólo confunde a la familia con su carácter despreocupado y sus escapadas, sino que su comportamiento inconformista también desencadena la secreta xenofobia de los lugareños. Cuando una joven muerta es sacada del canal, las sospechas recaen inmediatamente sobre los Krull y una multitud amenazadora comienza a reunirse frente a su casa.
En esta novela casi profética, escrita antes de los pogromos de noviembre de 1938, Simenon describe los excesos de la xenofobia rampante en vísperas de la Segunda Guerra Mundial.

## Argumento
“Chez Krull” es el nombre de la tienda con bar que la familia Krull, de origen alemán, dirige desde hace décadas en una pequeña ciudad del norte de Francia. Sus clientes son principalmente barqueros que pasan por el canal cercano, porque los lugareños todavía se mantienen alejados de los “extranjeros”. El padre, Cornelius, es alemán, pero ha pasado cuatro quintas partes de su vida en Francia, y se nacionalizó antes de la Primera Guerra Mundial. Habla un galimatías apenas comprensible en alemán y francés, pero la mayor parte del tiempo no habla nada, se retira al taller con su ayudante jorobado, y teje cestas todo el día. Se casó con la hija ilegítima de una «mujer del sur» que tenía un bar en el canal, engendrada por un alsaciano de paso.La tienda está dirigida por su enérgica esposa María, quien choca repetidamente con Pipi, una borracha del pueblo con quien mantiene una especie de relación de amor y odio. Su apoyo es su hija soltera Anna, de treinta años. quien obedientemente colabora en la casa y en las comprasa. El hijo -Joseph- estudia medicina y trabaja en su tesis; el resto de su vida ya está planeado: desde su matrimonio con su prometida Marguerite, de la familia Schoof, también de ascendencia alemana, hasta la casa cercana en la que se instalarán. La hija más pequeña es Lisbeth, de diecisiete años, que, liberada de todas las obligaciones, toca el piano todo el día.
Un día, el primo Hans, de Alemania, irrumpe en la habitual y monótona rutina diaria de los Krull. Aparentemente cruzó la frontera por motivos políticos y por miedo a los campos de concentración, pero en realidad su principal objetivo es sobrevivir con poco dinero, por lo que no duda en escribir una carta de presentación en nombre de su padre fallecido hace mucho tiempo. Mientras que en la casa Krull suele prevalecer la devoción al deber y la tristeza, Hans es alegre y despreocupado; Mientras que los Krull han aprendido a lo largo de los años a subordinarse y adaptarse como extraños, a Hans le gusta mostrar su diferencia y provocar a los lugareños. Cuando necesita dinero, lo estafa; y no pasa mucho tiempo antes de que seduzca a su prima Lisbeth, sin preocuparse mucho por sus sueños de un futuro juntos.
Cuando Sidonie, la hija de Pipi, violada y asesinada, es rescatada del canal al día siguiente de la feria, Hans ve esto como una gran aventura. Por curiosidad, se acerca a su amiga Germaine, pero al hacerlo pone en marcha acontecimientos que ya no pueden detenerse. Sólo después de sus insistentes preguntas la niña recuerda que fue Joseph quien acechó a Sidonie en la feria. El inhibido Joseph, cuyos tímidos intentos de acercarse a las mujeres en su mayoría fracasaron estrepitosamente, ha llevado durante mucho tiempo una doble vida como voyeur, escondiéndose en callejones oscuros por la noche para observar a los amantes. Joseph admite que en realidad siguió a Sidonie ese día e incluso observó cómo un desconocido la violaba, pero no lo reconoció como tal. Cuando posteriormente se dio cuenta de que había presenciado un asesinato, no se atrevió a acudir a la policía.
El hecho de que sea Joseph, el "alemán", el sospechoso de asesinar a una chica local hace que estalle la ya subliminal xenofobia entre los lugareños. Al principio son sólo Germaine y Pipi las que hacen una escena delante de la tienda de los Krull. Pero pronto se les unen otros. Una piedra es arrojada a través de la ventana, un piquete es montado por niños, una mujer borracha establece una falsa narrativa, un umbral es embadurnado de excrementos, un gato muerto es encontrado colgando del tirador de la campana, las palabras "asesinos" y "muerste" son embadurnadas en la persiana de la tienda. María le pide a Hans que se vaya, esperando que su fuga desvíe las sospechas sobre su hijo. Pero Hans siente curiosidad por saber cómo se desarrollarán los acontecimientos y cómo se mantendrán. Sólo cuando Cornelius, por lo demás silencioso, revela que ha descubierto a Hans y su carta falsificada desde el primer día y exige con calma que Hans se vaya, este se da cuenta de que se ha excedido en sus límites. Esa misma noche, antes de que pueda sacar conclusiones, los acontecimientos llegan a un punto crítico.
Cada vez más personas se reúnen frente a la tienda de los Krull, impulsadas por una mezcla de xenofobia, ira general y deseo de espectáculo. La solitaria comisaría de policía no puede con ellos y tiene que pedir refuerzos. Pronto ya no son sólo piedras sueltas las que caen sobre la casa de los Krull, sino todo un bombardeo, en el que la familia se atrinchera en silencio y con miedo. Los cánticos exigen la extradición del asesino. Al final, el comisario de policía citado no se ve en otra posición para calmar a la multitud que arrestar a Joseph, aunque sólo sea por las apariencias, como asegura a los Krull. En secreto, también alberga la firme convicción de que los propios desconocidos son los culpables de la escalada. Después de que se difunde la noticia del arresto de Joseph, la gente frente a la casa de los Krull se va gradualmente. Pero cuando afuera se hace el silencio, el taciturno Cornelius desaparece de la casa. Hans lo encuentra en su taller, donde se ahorcó. El primo alemán abandona la casa esa noche.
Años más tarde, Hans se reencuentra con Joseph como padre de familia en Stresa, en Lago Mayor Italia. Está visiblemente incómodo con el encuentro y trata de evitar la afable curiosidad de su primo. Hans se entera de que todo sigue igual con los Krull: Todavía viven en la misma ciudad. Anna todavía ayuda a María en la tienda, Lisbeth está casada. Joseph se recibió de médico y se casó con su prometida tal como estaba planeado. Mientras Joseph y Marguerite intentan olvidar la visita del pasado, el extraordinario extraño ha dejado una impresión duradera en su hijo.

## Interpretación
Gavin Lambert calificó a Chez Krull como una de las novelas más amargas e inquietantes de Simenon de la década de 1930. Ilustra la tesis de que, como individuo, se tienen dos opciones en la vida: integrarte completamente en la comunidad hasta perderte entre la multitud o defender la individualidad y quedarte solo. Por otro lado, la tibieza de los Krull, con los que copian su entorno pero carecen de convicción interior, al final sólo les granjea el desprecio y la venganza. Hans, que acepta su papel de outsider, a lo largo de la novela sólo observa divertido a sus familiares. Juega tanto con los sentimientos de su primo como con los de su prima, disfruta de observarla durante sus caricias y luego alimenta las sospechas contra él. Para Hans, los acontecimientos que amenazan la existencia de los Krull no son más que un espectáculo absurdo que saca a la luz sus miedos y debilidades. Invade la vida de los Krull, comete una especie de asesinato psicológico y vuelve a desaparecer. Al final se pregunta si su destino es interpretar al extraño que es la causa de todos los males del mundo. 
Según Lucille Frackman Becker, la xenofobia, que es un motivo frecuente en las novelas de Simenon, toma la forma de una xenofobia absoluta en Chez Krull. El extraño primo Hans se convierte en un catalizador en la casa de su tía, sacando a relucir las tendencias reprimidas de cada miembro de la familia y, en última instancia, provocando el suicidio de su tío. Así como el primo amenaza a la familia desde dentro, ellos amenazan a la gente del pueblo desde fuera. Su ira, incitada por Hans, crece hasta tal punto que la turba finalmente irrumpe en la casa de los Krull.  Pierre Assouline hace referencia a otras novelas de Simenon que tratan el tema del linchamiento por parte de una turba enfurecida, como Monsieur Hire y Lluvia negra. Se remontan a una experiencia que Simenon vivió en Lieja en 1919, cuando el joven periodista presenció una discusión en un hotel que llevó a un hombre a escapar por los tejados, observado en la calle por una multitud cada vez mayor de buenos ciudadanos. Según los rumores, era un espía alemán y la gente exigía fanáticamente su cabeza. 
Según Becker, otro tema central en la obra de Simenon es la identidad de los opuestos, que se analiza repetidamente en la novela. Hans descubre desde el principio la relación especial entre su justa tía y la borracha Pipi, que parecen necesitarse mutuamente, y María ve a la bebedora como una caricatura de sí misma si no se comporta de una manera moralmente impecable en todo momento. En otra parte, Hans hace una comparación con su primo Joseph, que podría haber sido tan bien como María Pipi. La teoría de Simenon es que los destinos son intercambiables y que todo lo que se necesita es un evento drástico en la vida para convertir una existencia en su opuesto.  Thomas Narcejac toma la forma en que el extraño primo Hans logra percibir las complejas relaciones de la familia Krull y empatiza con cada uno de los miembros de la familia hasta tal punto que en un momento dado informa de que él es Hans y Joseph al mismo tiempo, como un ejemplo típico de la empatía, la comprensión y la simpatía que caracterizan las novelas de Simenon y también a muchos de sus héroes, como Maigret.

## Trasfondo
El biógrafo de Simenon, Patrick Marnham, cree que reconoce claramente Lieja en la ciudad sin nombre de Chez Krull y que la familia Krull tiene rasgos de la familia belga-alemana Brüll, de donde procedía la madre de Simenon. Los Krull despiertan las sospechas de sus vecinos, como les sucedió a muchas familias flamencas en Bélgica durante la Primera Guerra Mundial, que estaban divididas en sus lealtades entre las partes en conflicto. Al igual que Joseph Krull, dos primos de Simenon de la familia Brüll estudiaron medicina, y uno de los tíos de Simenon vivía como guardián de esclusas en el distrito de Coronmeuse, donde se encuentra la cerradura de la novela.  Peter Foord también se refiere a la propia familia de Simenon, en la que una tía llamada Marie Croissant (de soltera Brüll) dirigía una tienda para los barqueros del río Maas. Al igual que Maria Krull, tuvo tres hijos llamados Joséphine, Maria y Joseph. 
Ya en 1932, en la novela Maigret entre los flamencos, una tienda muy similar con un bar y una constelación familiar similar estaban en el centro de la trama de una novela de Simenon. Los hermanos se llaman Anna, Maria y Joseph Peeters, quien ya espera con ansias un futuro inevitable con su prometida Marguerite. Y como Maigret en esta novela, en Chez Krull un outsider penetra en la familia y sus secretos.  Peter Kaiser señala sin embargo otra relación literaria: en 1922 Thomas Mann publica una primera versión de las Confesiones del impostor Felix Krull, que completa 32 años más tarde. Su héroe no sólo comparte el apellido con Hans Krull de Simenon, sino también el carácter de un “luftikus y schlawiner”. 

## Recepción
Para el Berliner Morgenpost, Chez Krull "demuestra una vez más la diversidad de la obra de Simenon, que no se compone únicamente de novelas policíacas de Maigret".  es: "Es sorprendente cómo se muestran aquí los mecanismos de exclusión". Stanley G. Eskin encuentra una “expresividad casi dramática” en la novela, y la larga escena final es “una brillante descripción de la injusticia masiva”. John Raymond llama a Chez Krull "una de las obras más extrañas y ambivalentes de Simenon".  Oliver Hahn opina en maigret.de: “Bien escrito y con una explosividad social que no se encuentra a menudo en Simenon”. John Banville resumió su crítica diciendo que se trata de  "Un estudio narrado con calma, casi con displicencia, pero aterrador, sobre el odio racial y la histeria colectiva, que fue inquietantemente profético de la violencia y el horror que iban a envolver a Europa y a gran parte del mundo en los años siguientes a su primera publicación en 1939. Simenon sabía lo peor que se podía saber sobre el corazón humano, y lo contó siempre como siempre fue, y es."

## Adaptación
- En 1988, Jacques Fansten filmó la novela como producción televisiva francesa bajo el título Le Mouchoir de Joseph. Fue protagonizada por Piotr Shivak, Isabelle Sadoyan, Catherine Frot, Coraly Zahonero, Laurent Arnal y Benjamin Lemaire.[21]